# 스키피 (영화)
《스키피》(Skippy)는 미국에서 제작된 노먼 터로그 감독의 1931년 영화이다. 잭 클리포드 등이 주연으로 출연하였고 루이스 D. 라이튼 등이 제작에 참여하였다.
이 영화는 파라마운트 픽처스에 의해 1931년 4월 5일 개봉되었다.

## 출연

### 주연
- 잭 클리포드

### 조연
- 재키 쿠퍼
- 헬렌 제롬 에디
- 밋지 그린
- 윌라드 로버트슨
- 잭키 셜